# Critics' Choice Award per la miglior sceneggiatura originale
Il Critics' Choice Award per la migliore sceneggiatura originale (Critics' Choice Movie Award for Best Original Screenplay) è un premio cinematografico assegnato annualmente nel corso dei Critics' Choice Awards.

## Storia
Le categorie per le sceneggiature hanno subito diversi cambiamenti sin dalla loro istituzione nel 1996:
- Dal 1995 al 1997 è stata presentata la categoria miglior sceneggiatura (Best Screenplay), senza che venissero annunciati candidati ufficiali, ma solo un vincitore.
- Dal 1998 al 2001 sono stati consegnati due premi: miglior sceneggiatura originale (Best Original Screenplay) e miglior sceneggiatura non originale (Best Screenplay Adaptation).
- Nel 2001 le categorie sono state nuovamente unite in miglior sceneggiatura.
- Dal 2002 al 2009 la categoria è stata rinominata miglior sceneggiatore.
- Nel 2010 è stata nuovamente introdotta la distinzione tra sceneggiatura originale e non originale.

## Vincitori e candidati
I vincitori sono indicati in grassetto.

### Migliore sceneggiatura (1996-1997)
- 1996: Emma Thompson - Ragione e sentimento (Sense and Sensibility)
- 1997: Anthony Minghella - Il paziente inglese (The English Patient)

### Miglior sceneggiatura originale (1998-2001)
- 1998: Ben Affleck e Matt Damon – Will Hunting - Genio ribelle (Good Will Hunting)
- 1999: Tom Stoppard e Marc Norman – Shakespeare in Love
- 2000: Alan Ball – American Beauty
- 2001: Cameron Crowe – Quasi famosi (Almost Famous)

### Migliore sceneggiatura (2002)
- 2002
  - Christopher Nolan - Memento
  - Akiva Goldsman - A Beautiful Mind
  - Joel ed Ethan Coen - L'uomo che non c'era (The Man Who Wasn't There)

### Miglior sceneggiatore (2004-2009)
- 2003
  - Charlie Kaufman - Il ladro di orchidee (Adaptation) e Confessioni di una mente pericolosa (Confessions of a Dangerous Mind)
  - Alexander Payne e Jim Taylor - A proposito di Schmidt (About Schmidt)
  - Nia Vardalos - Il mio grosso grasso matrimonio greco (My Big Fat Greek Wedding)
- 2004
  - Jim Sheridan, Kirsten Sheridan e Naomi Sheridan - In America - Il sogno che non c'era (In America)
  - John August - Big Fish - Le storie di una vita incredibile (Big Fish)
  - Sofia Coppola - Lost in Translation - L'amore tradotto (Lost in Translation)
  - Brian Helgeland - Mystic River
  - Gary Ross - Seabiscuit - Un mito senza tempo (Seabiscuit)
- 2005
  - Alexander Payne e Jim Taylor - Sideways - In viaggio con Jack (Sideways)
  - Bill Condon - Kinsey
  - Charlie Kaufman - Se mi lasci ti cancello (Eternal Sunshine of the Spotless Mind)
  - John Logan - The Aviator
  - David Magee - Neverland - Un sogno per la vita (Finding Neverland)
- 2006
  - Paul Haggis e Bobby Moresco - Crash - Contatto fisico (Crash)
  - Noah Baumbach - Il calamaro e la balena (The Squid and the Whale)
  - George Clooney e Grant Heslov - Good Night, and Good Luck.
  - Dan Futterman - Truman Capote - A sangue freddo (Capote)
  - Larry McMurtry e Diana Ossana - I segreti di Brokeback Mountain (Brockback Mountain)
- 2008
  - Michael Arndt - Little Miss Sunshine
  - Guillermo Arriaga - Babel
  - Todd Field e Tom Perrotta - Little Children
  - Zach Helm - Vero come la finzione (Stranger Than Fiction)
  - William Monahan - The Departed - Il bene e il male (The Departed)
  - Peter Morgan - The Queen - La regina (The Queen)
- 2008
  - Diablo Cody - Juno
  - Joel ed Ethan Coen - Non è un paese per vecchi (No Country for Old Men)
  - Tony Gilroy - Michael Clayton
  - Nancy Oliver - Lars e una ragazza tutta sua (Lars and the Real Girl)
  - Sean Penn - Into the Wild - Nelle terre selvagge (Into the Wild)
  - Aaron Sorkin La guerra di Charlie Wilson (Charlie Wilson's War)
- 2009
  - Simon Beaufoy - The Millionaire (Slumdog Millionaire)
  - Dustin Lance Black - Milk
  - Peter Morgan - Frost/Nixon - Il duello (Frost/Nixon)
  - Eric Roth - Il curioso caso di Benjamin Button (The Curious Case of Benjamin Button)
  - John Patrick Shanley - Il dubbio (Doubt)

### Miglior sceneggiatura originale (dal 2010)

#### Anni 2010
- 2010
  - Quentin Tarantino - Bastardi senza gloria (Inglourious Basterds)
  - Mark Boal - The Hurt Locker
  - Joel ed Ethan Coen - A Serious Man
  - Scott Neustadter e Michael H. Weber - (500) giorni insieme ((500) Days of Summer)
  - Bob Peterson e Pete Docter - Up
- 2011
  - David Seidler – Il discorso del re (The King's Speech)
  - Mike Leigh – Another Year
  - Mark Heyman, Andres Heinz e John McLaughlin – Il cigno nero (Black Swan)
  - Scott Silver, Paul Tamasy ed Eric Johnson – The Fighter
  - Christopher Nolan – Inception
  - Lisa Cholodenko e Stuart Blumberg – I ragazzi stanno bene (The Kids Are All Right)
- 2012
  - Woody Allen – Midnight in Paris
  - Will Reiser – 50 e 50 (50/50)
  - Michel Hazanavicius – The Artist
  - Tom McCarthy e Joe Tiboni – Mosse vincenti (Win Win)
  - Diablo Cody – Young Adult
- 2013
  - Quentin Tarantino – Django Unchained
  - John Gatins – Flight
  - Rian Johnson – Looper
  - Paul Thomas Anderson – The Master
  - Wes Anderson e Roman Coppola – Moonrise Kingdom - Una fuga d'amore
  - Mark Boal – Zero Dark Thirty
- 2014
  - Spike Jonze – Lei (Her)
  - Woody Allen – Blue Jasmine
  - Joel ed Ethan Coen – A proposito di Davis (Inside Llewyn Davis)
  - Bob Nelson – Nebraska
  - Eric Warren Singer e David O. Russell – American Hustle - L'apparenza inganna (American Hustle)
- 2015
  - Alejandro G. Iñárritu, Nicolás Giacobone, Alexander Dinelaris Jr. ed Armando Bo – Birdman
  - Richard Linklater – Boyhood
  - Wes Anderson ed Hugo Guinness – Grand Budapest Hotel (The Grand Budapest Hotel)
  - Dan Gilroy – Lo sciacallo - Nightcrawler (Nightcrawler)
  - Damien Chazelle – Whiplash
- 2016 (Gennaio)
  - Josh Singer e Thomas McCarthy – Il caso Spotlight (Spotlight)
  - Alex Garland – Ex Machina
  - Quentin Tarantino – The Hateful Eight
  - Pete Docter, Meg LeFauve e Josh Cooley – Inside Out
  - Matt Charman e Joel ed Ethan Coen – Il ponte delle spie (Bridge of Spies)
- 2016 (Dicembre)
  - Damien Chazelle – La La Land (ex aequo)
  - Kenneth Lonergan – Manchester by the Sea (ex aequo)
  - Barry Jenkins – Moonlight
  - Yorgos Lanthimos e Efthimis Filippou – The Lobster
  - Jeff Nichols – Loving - L'amore deve nascere libero (Loving)
  - Taylor Sheridan – Hell or High Water
- 2018
  - Jordan Peele – Scappa - Get Out (Get Out)
  - Guillermo del Toro e Vanessa Taylor – La forma dell'acqua - The Shape of Water (The Shape of Water)
  - Greta Gerwig – Lady Bird
  - Emily V. Gordon e Kumail Nanjiani – The Big Sick - Il matrimonio si può evitare... l'amore no (The Big Sick)
  - Liz Hannah e Josh Singer – The Post
  - Martin McDonagh – Tre manifesti a Ebbing, Missouri (Three Billboards Outside Ebbing, Missouri)
- 2019
  - Paul Schrader - First Reformed - La creazione a rischio (First Reformed)
  - Bo Burnham - Eighth Grade - Terza media (Eighth Grade)
  - Alfonso Cuarón - Roma
  - Deborah Davis e Tony McNamara - La favorita (The Favourite)
  - Adam McKay - Vice - L'uomo nell'ombra (Vice)
  - Nick Vallelonga, Brian Hayes Currie e Peter Farrelly - Green Book
  - Bryan Woods, Scott Beck e John Krasinski - A Quiet Place - Un posto tranquillo (A Quiet Place)

#### Anni 2020
- 2020
  - Quentin Tarantino – C'era una volta a... Hollywood (Once Upon a Time... in Hollywood)
  - Noah Baumbach – Storia di un matrimonio (Marriage Story)
  - Rian Johnson – Cena con delitto - Knives Out
  - Bong Joon-ho e Han Jin-won – Parasite (Gisaenchung)
  - Lulu Wang – The Farewell - Una bugia buona (The Farewell)
- 2021
  - Emerald Fennell - Una donna promettente (Promising Young Woman)
  - Lee Isaac Chung - Minari
  - Jack Fincher - Mank
  - Eliza Hittman – Mai raramente a volte sempre (Never Rarely Sometimes Always)
  - Darius Marder e Abraham Marder – Sound of Metal
  - Aaron Sorkin - Il processo ai Chicago 7 (The Trial of the Chicago 7)
- 2022
  - Kenneth Branagh – Belfast
  - Paul Thomas Anderson – Licorice Pizza
  - Zach Baylin – Una famiglia vincente - King Richard (King Richard)
  - Adam McKay e David Sirota – Don't Look Up
  - Aaron Sorkin – A proposito dei Ricardo (Being the Ricardos)
- 2023
  - Daniel Kwan e Daniel Scheinert – Everything Everywhere All at Once
  - Todd Field – Tár
  - Martin McDonagh – Gli spiriti dell'isola (The Banshees of Inisherin)
  - Steven Spielberg e Tony Kushner – The Fabelmans
  - Charlotte Wells – Aftersun
- 2024[1][2]
  - Greta Gerwig e Noah Baumbach – Barbie
  - Samy Burch – May December
  - Alex Convery – Air - La storia del grande salto (Air)
  - Bradley Cooper e Josh Singer – Maestro
  - David Hemingson – The Holdovers - Lezioni di vita (The Holdovers)
  - Celine Song – Past Lives

- 2025[3][4]
  - Coralie Fargeat – The Substance
  - Sean Baker – Anora
  - Moritz Binder, Tim Fehlbaum e Alex David  – September 5
  - Brady Corbet e Mona Fastvold – The Brutalist
  - Jesse Eisenberg – A Real Pain
  - Justin Kuritzkes – Challengers